# La riffa
Pour plus de détails, voir Fiche technique et Distribution.
La riffa est un film italien de 1991 réalisé par Francesco Laudadio.

## Synopsis
Francesca, jeune bourgeoise italienne qui vient de perdre son mari, est obligée de vendre tout ce qu'elle a, y compris ses vêtements et ses bijoux, pour payer les dettes de son mari et subvenir aux besoins de sa petite fille.

## Fiche technique
Sauf indication contraire, les informations mentionnées dans cette section peuvent être confirmées par la base de données cinématographiques IMDb,  présente dans la section « Liens externes ».
- Titre original : La riffa[1] (litt. « La Tombola »)
- Réalisateur : Francesco Laudadio
- Scénario : Francesco Laudadio
- Photographie : Cristiano Pogany
- Montage : Ugo De Rossi (it)
- Musique : Antonio Di Pofi
- Décors : Livia Borgognoni (it)
- Production : Giuseppe Perugia
- Société de production : Artisti Associati
- Pays de production :  Italie
- Langue originale : italien
- Format : Couleurs[1]
- Durée : 92 minutes (1 h 32[1])
- Genre : Comédie dramatique
- Dates de sortie :
  - Italie : 15 novembre 1991
  - Corée du Sud : 12 juin 1993

## Distribution
- Monica Bellucci : Francesca
- Giulio Scarpati : Antonio
- Massimo Ghini : Cesare
- Sandra Collodel : Carla
- Christina Engelhardt : Barbara
- Gianluca Favilla : Enrico
- Marino Masè : Le père de Francesca
- Federico Pacifici (it) : L'adjoint du procureur
- Tiziana Pini : Camilla
- Gianni Roman : Le propriétaire du magasin
- Maurizio Sciarra : Di Cillo, l'avocat
- Renato Scarpa
- Carla Cassola